# 1938-as magyar birkózóbajnokság
Az 1938-as magyar birkózóbajnokság a harminckettedik magyar bajnokság volt. A kötöttfogású bajnokságot június 19-én rendezték meg Budapesten, az NTE tornacsarnokában, a szabadfogású bajnokságot pedig október 30-án Budapesten, a Fővárosi Nagycirkuszban.

## Eredmények

### Férfi kötöttfogás
| Versenyszám  | Arany                  | Arany | Ezüst                      | Ezüst | Bronz                    | Bronz |
| ------------ | ---------------------- | ----- | -------------------------- | ----- | ------------------------ | ----- |
| Légsúly      | Dobó Imre Pécsi VSK    |       | Imrei Károly Újpesti TE    |       | Aranyi Lajos Munkás TE   |       |
| Pehelysúly   | Tóth István Újpesti TE |       | Monos Vilmos Tatabányai SC |       | Fecske Béla Munkás TE    |       |
| Könnyűsúly   | Fábián Pál BVSC        |       | Ferencz Károly BSzKRt SE   |       | Kertész László Munkás TE |       |
| Váltósúly    | Sóvári Kálmán Húsos SC |       | Próka Gyula Újpesti TE     |       | Vass József Szegedi VSE  |       |
| Középsúly    | Kovács Gyula BVSC      |       | Riheczky János MÁVAG SK    |       | Madaras Ferenc BVSC      |       |
| Félnehézsúly | Kitka Endre BVSC       |       | Palotás József BVSC        |       | Pásztor István BSzKRt SE |       |
| Nehézsúly    | Bóbis Gyula BVSC       |       | Vitális Sándor BSzKRt SE   |       | Rapp Gyula Törekvés SE   |       |

### Férfi szabadfogás
| Versenyszám  | Arany                          | Arany | Ezüst                     | Ezüst | Bronz                          | Bronz |
| ------------ | ------------------------------ | ----- | ------------------------- | ----- | ------------------------------ | ----- |
| Légsúly      | Tóth István Újpesti TE         |       | Bus Lajos Újpesti TE      |       | Aranyi Lajos Munkás TE         |       |
| Pehelysúly   | Fecske Béla Munkás TE          |       | Tóth Ferenc Újpesti TE    |       | –                              |       |
| Könnyűsúly   | Ferencz Károly BSzKRt SE       |       | Tóth Miklós BSzKRt SE     |       | Káli László Törekvés SE        |       |
| Váltósúly    | Sóvári Kálmán Húsos SC         |       | Káli Béla MÁVAG SK        |       | Hunyadvári László Ceglédi MOVE |       |
| Középsúly    | Riheczky János MÁVAG SK        |       | Kovács Gyula BVSC         |       | Mohácsi Frigyes Testvériség SE |       |
| Félnehézsúly | Botond József Húsos SC         |       | Pellérdi István BSzKRt SE |       | Hegedüs Béla BVSC              |       |
| Nehézsúly    | Bóbis Gyula egyesületen kívüli |       | Palotás József BVSC       |       | Vitális Sándor BSzKRt SE       |       |

Megjegyzés: A Nemzeti Sport szerint középsúlyban Botond József, félnehézsúlyban Riheczky János győzött.